# フリードリヒ・キットラー

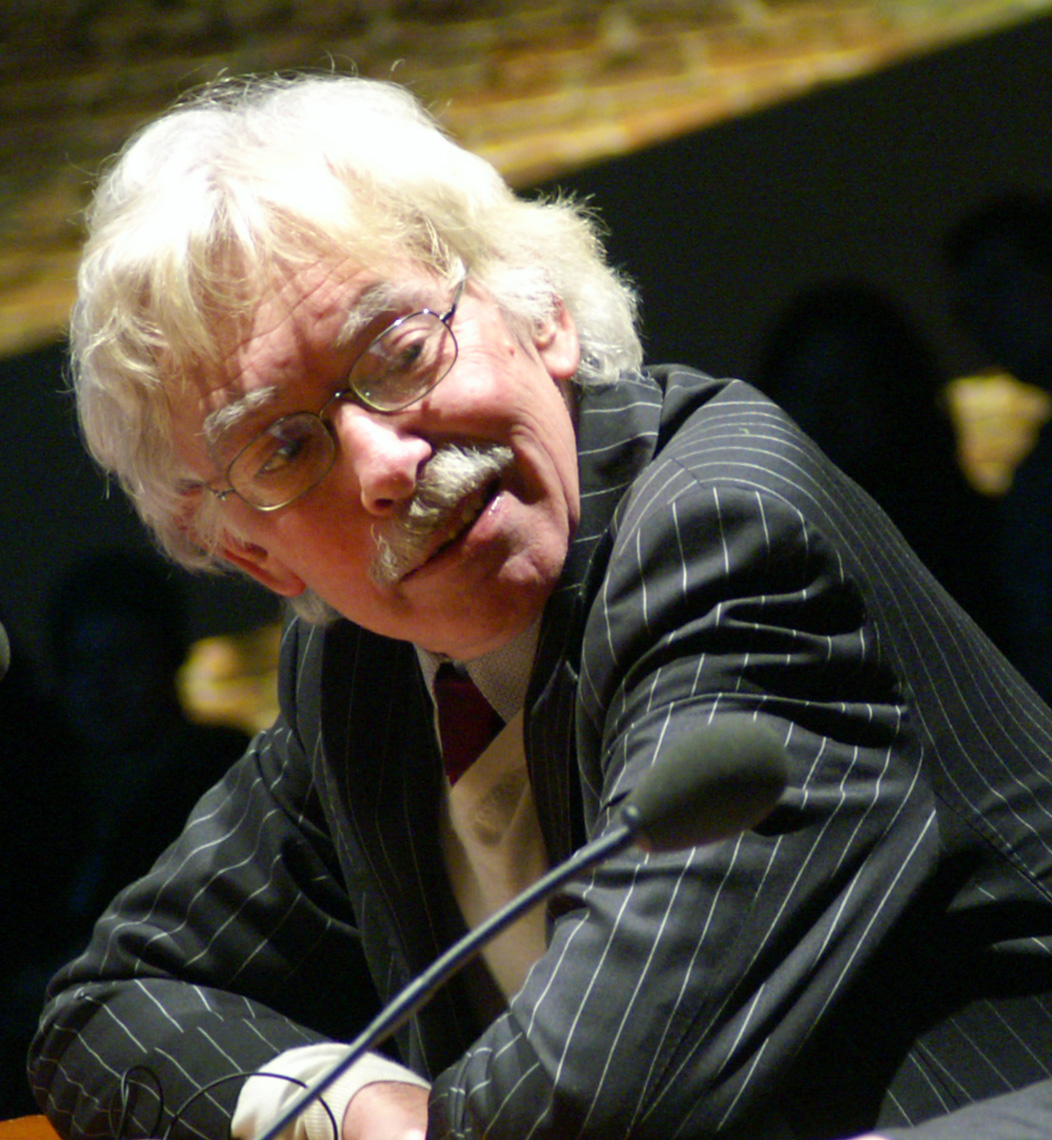
フリードリヒ・キットラー（2007年のTransmedialeでの講演）

フリードリヒ・キットラー（Friedrich Adolf Kittler, 1943年6月12日 - 2011年10月18日）は、ドイツの文学研究者・メディア研究者。

## 経歴
1943年6月12日にザクセン州のロホリッツ（英語: Rochlitz）にて、ギムナジウム教師の父ギュスターフ・アドルフ・キットラーとその妻の間に生まれる。1958年に一家で西ドイツに亡命し、1958年から1963年の間バーデン＝ヴュルテンベルク州ラール（英語: Lahr）のギムナジウムに通う。1963年から1972年のあいだ、アルベルト・ルートヴィヒ大学フライブルク（フライブルク大学）で、ドイツ文学（特にロマン主義文学）や哲学を学ぶ。この頃フランスのポスト構造主義（ジャック・ラカン、ミシェル・フーコー、ジャック・デリダ）に影響を受ける。
1976年にコンラート・フェルディナント・マイヤーについての論文『夢と語り――コンラート・フェルディナント・マイヤーのコミュニケーション状況の分析』で博士号を取得する。同論文は1977年に単著として刊行される。1976年から1986年の間、フライブルク大学でドイツ文学研究室の助手を務める。
1984年にフライブルク大学へ提出された『書き取りシステム1800・1900』で教授資格を取得する。同論文は1985年に書籍として刊行される。アメリカのカリフォルニア大学バークレー校（1982年-1983年）、カリフォルニア大学サンタバーバラ校（1982年-1983年）、スタンフォード大学（1982年-1983年）、スイスのバーゼル大学（1986年）で客員助教・客員教授に就く。 
1986年に『グラモフォン・フィルム・タイプライター』を刊行する。1986年から1990年の期間、カッセル大学を拠点として行われた、ドイツ研究振興協会（DFG）の「文学とメディア分析」プロジェクトに参加する。1987年にはルール大学ボーフムで現代ドイツ文学の教授に着任する。 
1993年にフンボルト大学ベルリンに美学・メディア史の教授として着任する。同年、メディア理論研究への貢献について、カールスルーエ・アート・アンド・メディア・センター（ZKM）から「ジーメンス・メディアアート賞」を授与される。1996年にはイエール大学、1997年にはコロンビア大学にて客員教授を務める。
2001年からフンボルト大学ベルリンのヘルマン・フォン・ヘルムホルツ文化研究所（ドイツ語: Hermann von Helmholtz-Zentrum für Kulturtechnik）の副所長を務める。また、同研究所を拠点に進められたドイツ研究振興協会（DFG）の研究プロジェクト「像、書、数（Bild Schrift Zahl）」に参加する。

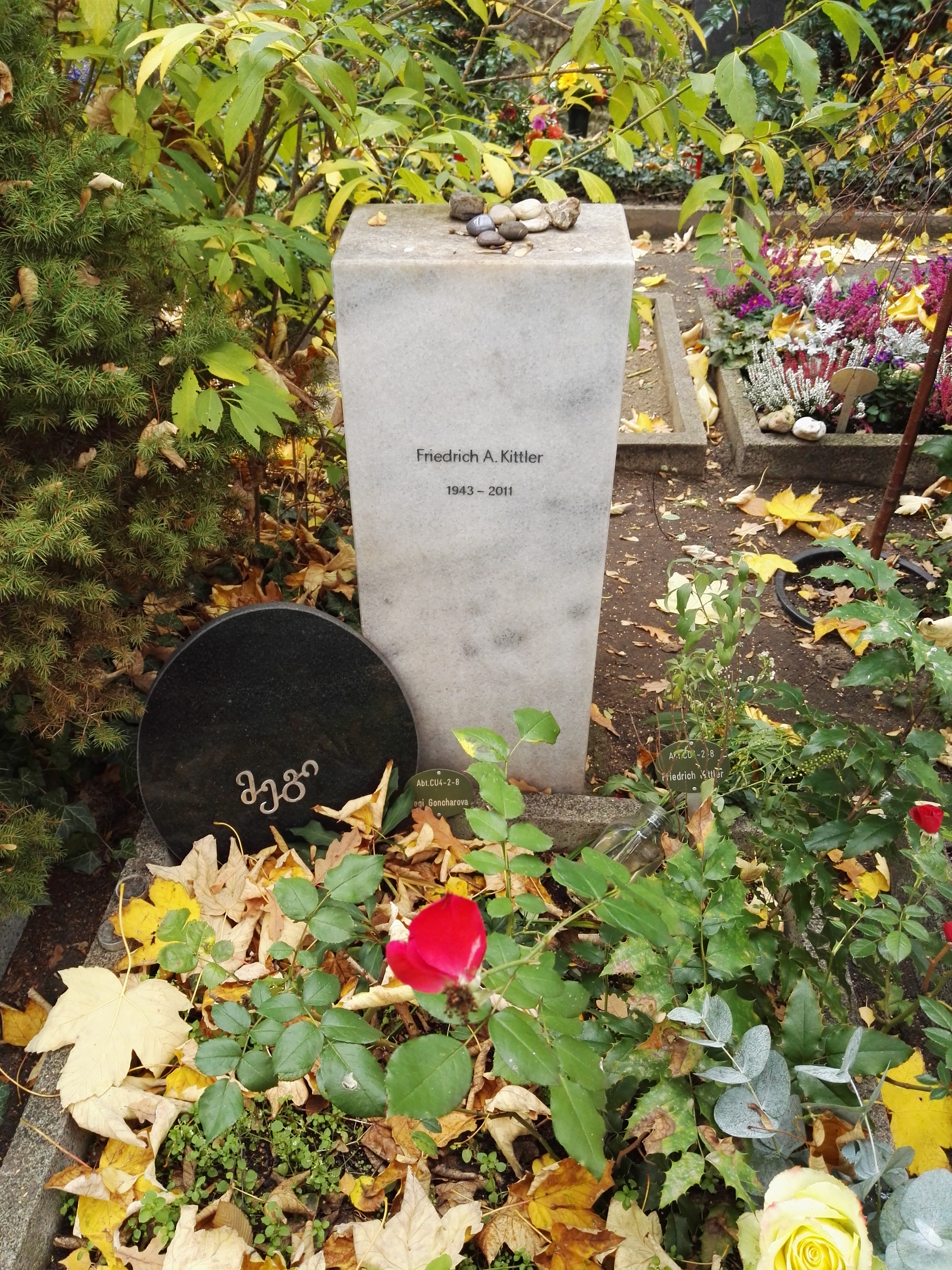
ベルリン・ドロテーエンシュタット墓地にあるフリードリヒ・キットラーの墓

2011年10月18日にベルリンにて68歳で没する。墓はベルリンのドロテーエンシュタット墓地に置かれている。

## 主要著作と思想
キットラーの研究は、文学、技術、軍事、思想などさまざまな領域に及んでいる。彼の思想は、ミシェル・フーコー、ジャック・ラカン、マーシャル・マクルーハン、マルティン・ハイデガーなどからの影響を受けたとされている。

### 『書き取りシステム1800・1900』
1984年にフライブルク大学に提出された教授資格論文を基にして、1985年に発表された著作である。文学の技術的・制度的前提を体系だった「書き取りシステム」として捉え、1800年前後の文学とその諸前提（詩、哲学、教育）と1900年前後とその諸前提（文学、精神分析、メディア技術）の関係を記述している。「書き取りシステム（Aufschreibesysteme）」という言葉は統合失調症の症例として有名なダニエル・パウル・シュレーバー（英語: Daniel Paul Schreber）の書き残したメモからとられた言葉である。1990年に英語に、2009年にノルウェー語、2015年に韓国語、2021年に日本語に翻訳されるなど、世界中で読まれている。

### 『グラモフォン・フィルム・タイプライター』
1986年に出版された著作である。『書き取りシステム1800・1900』の後半「1900」の議論を引き継ぎ、1900年前後の文学とその前提としての技術的メディア（蓄音機、映画、タイプライター）の関係について論じた著作である。本書の冒頭に掲げられた「メディアは私たちの状況を決定している（Medien bestimmen unsere Lage）」というフレーズが有名で、キットラーの技術決定論的な思想を示すものとして広まっている。また本書では文化史と軍事技術の関係が論じられており、ロック音楽など現代文化が「軍事技術の濫用（Mißbrauch von Heeresgerät）」として捉えられている。1997年に英語に、1999年に日本語に、2015年に中国語に翻訳されるなど、世界中で読まれている。

### 『ドラキュラの遺言』
1980年代から1990年代にかけて書かれた論文を集約し1993年に出版された著作である。書字からコンピュータに至るメディアと文化について、「技術的筆記（technische Schriften）」というキーワードの下で論じた論考が収録されている。特に、当時急速に発展していたコンピュータとIT産業についての論考が複数収録されている。この中ではMicrosoftをはじめとするソフトウェア産業の動向が批判されており、コンピュータのハードウェアの仕組みを詳述する必要性を訴えるために掲げた「ソフトウェアは存在しない（There is no software/Es gibt keine Software）」という挑発的な言葉が有名になっている。1997年に英語に、1998年に日本語に翻訳されるなど、世界中で読まれている。

### 『音楽と数学』
2000年代にキットラーが出版を計画していた著作シリーズである。2006年に『音楽と数学：第1部 ヘラス 第1巻 アフロディーテ』、2009年に『音楽と数学：第1部 ヘラス 第2巻 エロス』が発表された。第1巻の予告によると全8巻以上となる計画であったようだが、2011年にキットラーの他界によって未完のままとなった。既刊では、古代ギリシャの文化に焦点があてられており、当時用いられていた情報を記録するための技法（アルファベット、数字）と文化（文芸、音楽、数学、思想）の関係が詳述されている。この文化史の再記述にあたって導入された「再帰（Rekursion）」という概念に注目が集まっている。

## 著書
- 1977年: Der Traum und die Rede. Eine Analyse der Kommunikationssituation, Francke: Bern.
- 1979年: Dichtung als Sozialisationsspiel. Studien zu Goethe und Gottfried Keller (with Gerhard Kaiser).   Vandenhoeck+Ruprecht: Göttingen
- 1985年: Aufschreibesysteme 1800･1900. München: Wilhelm Fink. ISBN 3-7705-2881-6
  - Discourse Networks 1800/1900, with a foreword by David E. Wellbery. Stanford:Stanford University Press, 1990.
  - 『書き取りシステム1800･1900』 大宮勘一郎、石田雄一訳、インスクリプト、2021。
- 1986年: Grammophon Film Typewriter. Berlin: Brinkmann und Bose. ISBN 3-922660-17-7
  - 『グラモフォン・フィルム・タイプライター』 石光泰夫、石光輝子訳、筑摩書房、1999。ちくま学芸文庫（上下）、2006
- 1990年: Die Nacht der Substanz. Bern: Benteli Verlag.
- 1991年: Dichter – Mutter – Kind. München: Wilhelm Fink.
- 1993年: Draculas Vermächtnis: Technische Schriften. Leipzig: Reclam. ISBN 3-379-01476-1
  - 『ドラキュラの遺言――ソフトウェアなど存在しない』 原克・前田良三・副島博彦・大宮勘一郎・神尾達之訳、産業図書、1998
- 1997年: Literature, Media, Information Systems: Essays (published by John Johnston). Amsterdam:   Routledge.
- 1999年: Hebbels Einbildungskraft – die dunkle Natur. Bern: Peter Lang.
- 2000年: Eine Kulturgeschichte der Kulturwissenschaft. München: Wilhelm Fink.
- 2000年: Nietzsche – Politik des Eigennamens: wie man abschafft, wovon man spricht (with Jacques Derrida). Berlin: Merve.
- 2001年: Vom Griechenland (with Cornelia Vismann; Internationaler Merve Diskurs Bd.240).  Berlin: Merve. ISBN 3883961736
- 2002年: Optische Medien. Berlin: Merve. ISBN 3-88396-183-3
- 2002年: Zwischen Rauschen und Offenbarung. Zur Kultur- und Mediengeschichte der Stimme (hrsg. mit  Thomas Macho und Sigrid Weigel). Berlin: de Gruyter.
- 2004年: Unsterbliche. Nachrufe, Erinnerungen, Geistergespräche. Wilhelm Fink Verlag, München.
- 2006年: Musik und Mathematik. Band 1: Hellas, Teil 1: Aphrodite. München: Wilhelm Fink.
- 2009年: Musik und Mathematik. Band 1: Hellas, Teil 2: Eros. München: Wilhelm Fink.